# Dicranomyia (Dicranomyia) argentina
Dicranomyia (Dicranomyia) argentina is een tweevleugelige uit de familie steltmuggen (Limoniidae). De soort komt voor in het Neotropisch gebied.